# 弗里茨·施密特
弗里茨·施密特（德語：Fritz Schmidt，1943年3月19日—2024年8月17日），德国男子曲棍球运动员。他曾代表西德参加1968年、1972年和1976年夏季奥林匹克运动会曲棍球比赛，其中1972年奥运会获得一枚金牌。